# جفری هاو
ریچارد ادوارد جفری هاو، بارون هاو آو آبراوان (انگلیسی: Richard Edward Geoffrey Howe, Baron Howe of Aberavon؛ زادهٔ ۲۰ دسامبر ۱۹۲۶ – درگذشتهٔ ۹ اکتبر ۲۰۱۵) یک سیاست‌مدار اهل بریتانیا بود. وی از ۱۱ ژوئن ۱۹۸۳ تا ۲۴ ژوئیه ۱۹۸۹ وزیر امور خارجه بریتانیا بود. جفری هاو در ۹ اکتبر ۲۰۱۵ در سن ۸۸ سالگی درگذشت.